# Enicospilus bebelus
Enicospilus bebelus là một loài tò vò trong họ Ichneumonidae.